# Regan (série télévisée)
Pour les articles homonymes, voir Regan.
Regan (The Sweeney) est une série télévisée britannique en 53 épisodes de 52 minutes créée par Ian Kennedy-Martin et diffusée entre le 2 janvier 1975 et le 28 décembre 1978 sur ITV.
En Suisse, elle a été diffusée à partir du 31 mars 1976 sur la TSR, et en France à partir du 24 avril 1976 sur TF1. Elle reste inédite dans les autres pays francophones.

## Synopsis
La série met l'accent sur Jack Regan (John Thaw) et George Carter (Dennis Waterman), deux membres de la Flying Squad, une branche de la police métropolitaine spécialisée dans la lutte contre les vols à main armée et les crimes violents à Londres.

## Distribution

### Acteurs principaux
- John Thaw : Jack Regan
- Dennis Waterman (en) : George Carter
- Garfield Morgan (en) : Frank Haskins
- Tony Allen : Bill, le conducteur

### Invités
- Joss Ackland
- Tony Anholt
- Coral Atkins
- Lynda Bellingham
- Hywel Bennett
- Brian Blessed
- James Booth
- Donald Burton
- Simon Callow
- Cheryl Campbell
- Tony Caunter
- Warren Clarke
- George Cole
- Kenneth Colley
- James Cosmo
- John Rhys-Davies
- Vernon Dobtcheff
- Diana Dors
- Colin Douglas
- Lesley-Anne Down
- Rosemarie Dunham
- Michael Elphick
- Arthur English
- Norman Eshley
- Derek Francis
- Ronald Fraser
- Prunella Gee
- Sheila Gish
- Peter Glaze
- Julian Glover
- Brian Hall
- Cheryl Hall
- Edward Hardwicke
- Tina Heath
- Ian Hendry
- Del Henney
- Paul Henry
- Julian Holloway
- John Hurt
- Ken Hutchison
- Barrie Ingham
- David Jackson
- Geraldine James
- Peter Jeffrey
- Paul Jones
- John Junkin
- Roy Kinnear
- Ronald Lacey
- Alan Lake
- Lynda La Plante
- George Layton
- Maureen Lipman
- Sue Lloyd
- David Lodge
- Kenny Lynch
- John Lyons
- T. P. McKenna
- Philip Madoc
- Alfred Marks
- Judy Matheson
- Bill Maynard
- Malcolm McFee
- Warren Mitchell
- Morecambe and Wise
- Lee Montague
- Patrick Mower
- Billy Murray
- Alex Norton
- Jim Norton
- Daphne Oxenford
- Nicola Pagett
- Geoffrey Palmer
- Moira Redmond
- Michael Ripper
- Maurice Roëves
- Sheila Ruskin
- Tony Selby
- Nadim Sawalha
- George Sewell
- Catherine Schell
- Anne Stallybrass
- Tony Steedman
- Gwen Taylor
- Stephanie Turner
- Patrick Troughton
- Peter Vaughan
- Colin Welland
- Diana Weston
- Geoffrey Whitehead
- Margaret Whiting
- Richard Wilson
- Stuart Wilson
- John Woodnutt

## Épisodes
Chaque épisode est découpé lui-même en trois parties (part en anglais).

### Première saison (hiver 1975)
1. Ringer
2. Jackpot
3. Thin Ice
4. Queen's Pawn
5. Jigsaw
6. Night Out
7. The Placer
8. Cover Story
9. Golden Boy
10. Stoppo Driver
11. Big Spender
12. Contact Breaker
13. Abduction

### Deuxième saison (automne 1975)
1. Chalk and Cheese
2. Faces
3. Supersnout
4. Big Brother
5. Hit and Run
6. Trap
7. Golden Fleece
8. Poppy
9. Stay Lucky Eh?
10. Trojan Bus
11. I Want the Man
12. Country Boy
13. Thou Shalt Not Kill

### Troisième saison (1976)
1. Selected Target
2. In from the Cold
3. Visiting Fireman
4. Tomorrow Man
5. Taste of Fear
6. Bad Apple
7. May
8. Sweet Smell of Succession
9. Down to You, Brother!
10. Pay Off
11. Loving Arms
12. Lady Luck
13. On the Run

### Films (1977-1978)
- La Brigade volante (Sweeney!), film sorti en janvier 1977
- Sweeney 2 (en), film sorti en avril 1978

### Quatrième saison (automne 1978)
1. Messenger of the Gods
2. Hard Men
3. Drag Act
4. Trust Red
5. Nightmare
6. Money, Money, Money
7. Bait
8. The Bigger They Are
9. Feet of Clay
10. One of Your Own
11. Hearts and Minds
12. Latin Lady
13. Victims
14. Jack or Knave?

## Lieux de tournage
La plupart des lieux utilisés pour le tournage de Regan se trouvent dans la région ouest de Londres, en particulier dans les quartiers d'Acton, Chiswick, Shepherd's Bush, Hammersmith, Fulham, Earl's Court, Kensington & Chelsea et Notting Hill, à proximité du siège d'Euston Films à Colet Court, Hammersmith. Les Docklands de Londres, à l'abandon à l'époque, sont idéaux pour le tournage de certaines séquences. Les premiers épisodes sont tournés dans les jardins de Colet mais
d'autres lieux notables à Londres, dans le sud-est de l'Angleterre et plus loin sont également utilisés pour le tournage des épisodes de la série.
- Battersea - Jigsaw, Stoppo Driver, Faces, Trap, Trojan Bus, Country Boy, Visiting Fireman, Tomorrow Man, May et Victims, Chalk & Cheese (Craven Arms, Lavender Hill)
- Black Park Country Park, Wexham, Buckinghamshire - Payoff, On the Run et Hearts & Minds
- Chertsey / Penton Hook Lock, Surrey - Thin Ice, Bad Apple, On the Run, Feet of Clay et Jack or Knave?
- Dulwich, Dulwich Hamlet FC - Ringer
- Earl's Court - Bait (Cromwell Crescent et Logan Place)
- Earlsfield - Garratt Lane et Garratt Snooker Club - Supersnout
- Hammersmith - Jackpot
- Heathrow - Golden Boy, Stoppo Driver et Tomorrow Man
- Kingston upon Thames - Hit and Run et Trojan Bus
- Ladbroke Grove - Hard Men
- Maida Vale - Night Out
- Peckham - Ringer
- Potters Bar, Hertfordshire - Big Spender
- Putney / Putney Bridge Contact Breaker, Abduction et Taste of Fear
- Queens Park Rangers FC, Loftus Road - I Want the Man!
- Raynes Park - Big Spender, Golden Fleece et Victims
- Richmond (River Lane; Leonard Gold's House) - The Bigger They Are
- Roehampton - Queen's Pawn et Golden Fleece (Banque d'Angleterre Sports Centre), Victims (Danebury Avenue / Alton Estate)
- Sandown Park Racecourse, Esher, Surrey - Big Spender
- Shepherd's Bush - Jackpot
- Southall Gas Works - Faces
- Southwark - Ringer
- Staines-upon-Thames, Surrey - The Placer
- Tooting Bec - Abduction (Trinity Road et station de métro Tooting Bec)
- Twickenham - The Placer, Golden Fleece (Stade de Twickenham) et Bad Apple
- Uxbridge - Thou Shalt Not Kill (Université Brunel) et Bad Apple
- Wandsworth - Queen's Pawn, Jigsaw, Abduction, Country Boy, Tomorrow Man, May et Drag Act
- White City - May (White City Stadium)
- Wimbledon - "Contact Breaker" (Wimbledon Stadium), Stay Lucky, Eh?, May, Lady Luck et Money, Money, Money
- Wokingham, Berkshire - Thin Ice